# Episodi di South Park

Logo della serie animata.

Elenco degli episodi della serie televisiva animata South Park.
La serie, composta da venticinque stagioni, viene trasmessa negli Stati Uniti, da Comedy Central, dal 13 agosto 1997.
In Italia viene trasmessa su Italia 1 dal 6 gennaio 2000 all'8 maggio 2003 (prime quattro stagioni, tralasciando alcuni episodi recuperati su Paramount Comedy e Italia 1 nel 2006), su Paramount Comedy dal febbraio 2005 al 2006 (dalla quinta alla nona stagione) e su Comedy Central dal 3 maggio 2007.

## The Spirit of Christmas
| nº | Titolo originale | Prima TV USA     |
| -- | ---------------- | ---------------- |
| 1  | Jesus vs. Frosty | 8 dicembre 1992  |
| 2  | Jesus vs. Santa  | 1º dicembre 1995 |

## Stagioni
| Stagione                  | Episodi | Prima TV USA | Prima TV Italia                               | Rete Prima TV USA | Rete Prima TV Italia                          |
| ------------------------- | ------- | ------------ | --------------------------------------------- | ----------------- | --------------------------------------------- |
| Prima stagione            | 13      | 1997-1998    | 2000                                          | Comedy Central    | Italia 1                                      |
| Seconda stagione          | 18      | 1998-1999    | 2000-2001                                     | Comedy Central    | Italia 1                                      |
| Terza stagione            | 17      | 1999-2000    | 2002 (ep. 1-16) 2006 (ep. 17)                 | Comedy Central    | Italia 1 (ep. 1-16) Paramount Comedy (ep. 17) |
| Quarta stagione           | 17      | 2000         | 2003 (ep. 1-4, 6-8, 11-17) 2006 (ep. 5, 9-10) | Comedy Central    | Italia 1                                      |
| Quinta stagione           | 14      | 2001         | 2005                                          | Comedy Central    | Paramount Comedy                              |
| Sesta stagione            | 17      | 2002         | 2005                                          | Comedy Central    | Paramount Comedy                              |
| Settima stagione          | 15      | 2003         | 2005                                          | Comedy Central    | Paramount Comedy                              |
| Ottava stagione           | 14      | 2004         | 2005                                          | Comedy Central    | Paramount Comedy                              |
| Nona stagione             | 14      | 2005         | 2006                                          | Comedy Central    | Paramount Comedy                              |
| Decima stagione           | 14      | 2006         | 2007                                          | Comedy Central    | Comedy Central                                |
| Undicesima stagione       | 14      | 2007         | 2007-2008                                     | Comedy Central    | Comedy Central                                |
| Dodicesima stagione       | 14      | 2008         | 2008-2009                                     | Comedy Central    | Comedy Central                                |
| Tredicesima stagione      | 14      | 2009         | 2009-2010                                     | Comedy Central    | Comedy Central                                |
| Quattordicesima stagione  | 14      | 2010         | 2010                                          | Comedy Central    | Comedy Central                                |
| Quindicesima stagione     | 14      | 2011         | 2011-2012                                     | Comedy Central    | Comedy Central                                |
| Sedicesima stagione       | 14      | 2012         | 2013                                          | Comedy Central    | Comedy Central                                |
| Diciassettesima stagione  | 10      | 2013         | 2014                                          | Comedy Central    | Comedy Central                                |
| Diciottesima stagione     | 10      | 2014         | 2014                                          | Comedy Central    | Comedy Central                                |
| Diciannovesima stagione   | 10      | 2015         | 2015                                          | Comedy Central    | Comedy Central                                |
| Ventesima stagione        | 10      | 2016         | 2016                                          | Comedy Central    | Comedy Central                                |
| Ventunesima stagione      | 10      | 2017         | 2017                                          | Comedy Central    | Comedy Central                                |
| Ventiduesima stagione     | 10      | 2018         | 2018                                          | Comedy Central    | Comedy Central                                |
| Ventitreesima stagione    | 10      | 2019         | 2019 (ep. 1-9) 2021 (ep. 10)                  | Comedy Central    | Comedy Central                                |
| Ventiquattresima stagione | 2       | 2020-2021    | 2020-2021                                     | Comedy Central    | Comedy Central                                |
| Ventiquattresima stagione | 2       | 2021         | 2022                                          | Paramount+        | Paramount+                                    |
| Venticinquesima stagione  | 6       | 2022         | 2022                                          | Comedy Central    | Comedy Central                                |
| Venticinquesima stagione  | 2       | 2022         | 2022                                          | Paramount+        | Paramount+                                    |
| Ventiseiesima stagione    | 6+3     | 2023-2024    | 2023-2024                                     | Comedy Central    | Comedy Central                                |
| Ventisettesima stagione   | 6+3     | 2025         | 2025                                          | Comedy Central    | Paramount+                                    |

## Special
- South Park (non adatto ai bambini)
- South Park: La fine dell'obesità

## Lungometraggi
- South Park - Il film: più grosso, più lungo & tutto intero (South Park: Bigger, Longer & Uncut), regia di Trey Parker (1999)

## Raccolte di episodi in home video (DVD e Blu-ray Disc)
| Stagione | Episodi | Dischi | Prima TV USA | Prima TV ITA | Data di pubblicazione DVD | Data di pubblicazione DVD | Data di pubblicazione DVD | Data di pubblicazione Blu-ray Disc | Data di pubblicazione Blu-ray Disc | Data di pubblicazione Blu-ray Disc |
| Stagione | Episodi | Dischi | Prima TV USA | Prima TV ITA | Regione 1                 | Regione 2                 | Regione 4                 | Regione A                          | Regione B                          |                                    |
| -------- | ------- | ------ | ------------ | ------------ | ------------------------- | ------------------------- | ------------------------- | ---------------------------------- | ---------------------------------- | ---------------------------------- |
| 1        | 13      | 3      | 1997-1998    | 2000         | 12 novembre 2002          | 7 maggio 2001             | 4 ottobre 2007            | 5 dicembre 2017                    | 7 ottobre 2014                     |                                    |
| 2        | 18      | 3      | 1998-1999    | 2000-2001    | 3 giugno 2003             | 22 ottobre 2007           | 4 ottobre 2007            | 5 dicembre 2017                    | 9 ottobre 2014                     |                                    |
| 3        | 17      | 3      | 1999-2000    | 2002, 2006   | 16 dicembre 2003          | 17 marzo 2008             | 20 marzo 2008             | 5 dicembre 2017                    | 12 marzo 2014                      |                                    |
| 4        | 17      | 3      | 2000         | 2003, 2006   | 29 giugno 2004            | 17 marzo 2008             | 20 marzo 2008             | 5 dicembre 2017                    | 17 marzo 2016                      |                                    |
| 5        | 14      | 3      | 2001         | 2005         | 22 febbraio 2005          | 22 ottobre 2007           | 5 marzo 2009              | 5 dicembre 2017                    | N/A                                |                                    |
| 6        | 17      | 3      | 2002         | 2005         | 11 ottobre 2005           | 17 marzo 2008             | 7 maggio 2009             | 19 dicembre 2017                   | N/A                                |                                    |
| 7        | 15      | 3      | 2003         | 2005         | 21 marzo 2006             | 16 giugno 2008            | 4 marzo 2010              | 19 dicembre 2017                   | N/A                                |                                    |
| 8        | 14      | 3      | 2004         | 2005         | 29 agosto 2006            | 15 agosto 2008            | 1º aprile 2010            | 19 dicembre 2017                   | N/A                                |                                    |
| 9        | 14      | 3      | 2005         | 2006         | 6 marzo 2007              | 2 febbraio 2009           | 5 maggio 2010             | 19 dicembre 2017                   | N/A                                |                                    |
| 10       | 14      | 3      | 2006         | 2007         | 21 agosto 2007            | 6 aprile 2009             | 4 ottobre 2007            | 19 dicembre 2017                   | N/A                                |                                    |
| 11       | 14      | 3      | 2007         | 2008         | 12 agosto 2008            | 22 giugno 2009            | 9 ottobre 2008            | 19 dicembre 2017                   | N/A                                |                                    |
| 12       | 14      | 3      | 2008         | 2008-2009    | 10 marzo 2009             | 19 ottobre 2009           | 1º ottobre 2009           | 10 marzo 2009                      | 25 maggio 2009                     |                                    |
| 13       | 14      | 3      | 2009         | 2009-2010    | 16 marzo 2010             | 27 settembre 2010         | 7 ottobre 2010            | 16 marzo 2010                      | 29 marzo 2010                      |                                    |
| 14       | 14      | 3      | 2010         | 2010         | 26 aprile 2011            | 19 settembre 2011         | 11 agosto 2011            | 26 aprile 2011                     | N/A                                |                                    |
| 15       | 14      | 3      | 2011         | 2011-2012    | 27 marzo 2012             | 2 luglio 2012             | 18 luglio 2012            | 27 marzo 2012                      | N/A                                |                                    |
| 16       | 14      | 3      | 2012         | 2013         | 24 settembre 2013         | 28 ottobre 2013           | 18 settembre 2013         | 24 settembre 2013                  | N/A                                |                                    |
| 17       | 10      | 2      | 2013         | 2014         | 16 settembre 2014         | 27 ottobre 2014           | 16 settembre 2014         | 16 settembre 2014                  | N/A                                |                                    |
| 18       | 10      | 2      | 2014         | 2014         | 6 ottobre 2015            | 2 novembre 2015           | 12 novembre 2015          | 6 ottobre 2015                     | N/A                                |                                    |
| 19       | 10      | 2      | 2015         | 2015         | 6 settembre 2016          | 7 novembre 2016           | 2 novembre 2016           | 6 settembre 2016                   | N/A                                |                                    |
| 20       | 10      | 2      | 2016         | 2016         | 13 giugno 2017            | 6 novembre 2017           | 1º novembre 2017          | 13 giugno 2017                     | N/A                                |                                    |
| 21       | 10      | 2      | 2017         | 2017         | 5 giugno 2018             | 17 settembre 2018         | 31 ottobre 2018           | 5 giugno 2018                      | N/A                                |                                    |
| 22       | 10      | 2      | 2018         | 2018         | 28 maggio 2019            | 16 settembre 2019         | 10 luglio 2019            | 28 maggio 2019                     | N/A                                |                                    |
| 23       | 10      | 2      | 2019         | 2019, 2021   | 23 giugno 2020            | 27 luglio 2020            | 15 luglio 2020            | 23 giugno 2020                     | N/A                                |                                    |
| 24       | 4       | N/A    | 2020-2021    | 2020-2022    | N/A                       | N/A                       | N/A                       | N/A                                | N/A                                |                                    |
| 25       | 8       | N/A    | 2022         | 2022         | N/A                       | N/A                       | N/A                       | N/A                                | N/A                                |                                    |